# Francisco Rufino das Virgens
Francisco Rufino das Virgens ou Unjibemim, (Nigéria, ? - Salvador, 1894) foi um ex-escravo no Brasil. 
Segundo a tradição oral do Candomblé, chegou ao Brasil por volta de mais ou menos 1810 em Pernambuco com seus irmãos carnais Ogi Oladê, Odé Obalatã, Irá Obalajô e Oba Obaraim. Foi vendido a senhores de Salvador, na Bahia, por volta de 1835 como escravos e dizia pertencer aos equetus, oriundos do Império de Oió. Batizado mais tarde no catolicismo, como era exigido dos negros escravos, com o nome de Francisco Rufino das Virgens, em homenagem ao seu primeiro “senhor” e à Maria, Nossa Senhora, santa de grande devoção. 
Teve vários filhos, entre eles Regino José das Virgens, filho de Ogum e responsável pela guarda dos axés da família. Regino se uniu à escrava africana Josefa Valentina, filha do orixá Oxum, e desta união nasceu, entre outros, em 13 de janeiro de 1884, Hilário Remídio das Virgens em uma senzala localizada na Freguesia de Santo Antônio, região da antiga Salvador.
Este negro escravo iniciou seu culto ao Orixá Obaluaiê ainda numa senzala, mas logo conseguiu comprar sua liberdade e se tornou alforriado. Constituiu família e estabeleceu casa de culto Terreiro na Freguesia de Santo Antônio. Além de zelador de Orixá (babalorixá), era babalaô, com excelente jogo de búzios e opelé-ifá.